# Gogol Bordello
Gogol Bordello är ett band från Lower East Side på Manhattan i New York som spelar zigenarpunk. Flera av medlemmarna är östeuropeiska invandrare. Bandet grundades 1999, och de släppte sin första singel 1999. Sen dess har fyra fullängdsalbum och en EP kommit ut. 2005 skrev de kontrakt med punkskivbolaget Side one Dummy records.
Sångaren är ukrainskfödde Eugene Hütz som även är känd som DjHütz bland New Yorks östeuropeiska klubbar. Hütz har även spelat rollen som översättare i filmen Allt är upplyst.
Gogol i bandets namn kommer från den kände rysk-ukrainske författaren Nikolaj Gogol. Bandet har uppgett att liksom Nikolaj Gogol förde in ukrainsk kultur i rysk litteratur planerar de att föra in sin musikstil i västvärlden.
Bandet har medverkat i fler filmprojekt. Det har gjorts två dokumentärer; en om Gogol Bordello som band, där man får följa medlemmarna under deras resa från att vara ett undergroundband till kändisar. Denna film visades på Göteborgs filmfestival 2006. Den andra, "The Pied Piper of Hützovina", är en dokumentär som enbart handlar om frontmannen Eugene Hütz. Den beskriver hans resa tillbaka till hemlandet Ukraina i sökandet efter sina rötter, och filmen är gjord av en dokumentärfilmare som blev kär i Hütz. Den släpptes i slutet av 2006.
Gogol Bordello är ökända för sina liveframträdanden, där i princip vad som helst kan hända.

## Diskografi
Album
- Voi-La Intruder – 1999 (Rubric Records)
- Multi Kontra Culti vs. Irony - september 2002 (Rubric Records)
- Gypsy Punks: Underdog World Strike - augusti 2005 (SideOneDummy Records)
- Super Taranta! - 10 juli 2007 (SideOneDummy Records)
- Live from Axis Mundi - 9 augusti 2005 (SideOneDummy Records)
- Trans-Continental Hustle - 27 april 2010 (Columbia Records)
- Pura Vida Conspiracy - juli 2013 (ATO Records)

EPs
- East Infection - januari 2005 (Rubric Records)
- Imiginadiada - 21 april 2012 (Casa Gogol)

Singlar
- When the Trickster Starts a-Poking - 2002. (Rubric Records)
- Start Wearing Purple/ Sally - februari 2006. (SideOneDummy Records)
- Not a Crime - augusti 2006. (SideOneDummy Records)
- Wonderlust King - augusti 2007. (SideOneDummy Records)

Samlingsskivor
- Punk Rock Strike Vol. 4 - 2003. (Springman Records)
- 2005 Warped Tour Compilation - 2005. (SideOneDummy Records)
- 2006 Warped Tour Compilation - 2006. (SideOneDummy Records)
- Gypsy Beats and Balkan Bangers - 2006. (Atlantic Jaxx)
- The Rough Guide to Planet Rock - 2006. (World Music Network)
- 2007 Warped Tour Compilation - 2007. (SideOneDummy Records)

Sidoprojekt
- Gogol Bordello vs. Tamir Muskat - augusti 2004. Ett samarbete mellan Gogol Bordello och medlemmar av Balkan Beat Box, Under namnet J.U.F., en akronym för Jewish-Ukrainian Freundschaft. (Stinky Records)